# Harold Nüsser
Harold Nüsser (Sittard, 16 februari 1971) is een Nederlandse handbalcoach en voormalige handballer. Als handballer kwam hij veelvoudig uit voor het Nederlands team en was actief bij verschillende clubs in zowel Nederland als België. Na zijn spelerscarrière was hij als trainer actief bij verschillende heren- en damesteams.

## Biografie
Als zoon van een moeder die handballer was en een vader die handbalscheidsrechter was, zag Harold Nüsser het in eerste instantie niet zitten om ook te gaan handballen. In plaats van handbal besloot hij op jonge leeftijd te beginnen met voetbal bij DVO in Sittard. Na vijf jaar voetbal, beviel het niet meer voor Nüsser om bij de club te zijn en besloot hij te handballen. Tijdens zijn spelerscarrière was hij actief bij respectievelijk bij Sittardia, Swift Roermond, Blauw-Wit, weer Sittardia, Initia Hasselt, Bevo HC en BFC. Ook speelde hij in het nationaal team. Hij sloot zijn spelerscarrière af bij BFC, waarna hij ook meteen coach van het team werd als opvolger van Gerrit Stavast.
Na één seizoen hoofdcoach van BFC te zijn, gaat hij hierna meerdere andere clubs coachen, zoals HC AtomiX, de dames van V&L, Achilles Bocholt het tweede team van Limburg Lions en Bevo HC. Vanaf seizoen 2019-2020 werd hij weer coach van het tweede team van Limburg Lions. Hiervoor was hij twee seizoenen coach van het eerste herenteam van Sittardia. Door het overzetten van een groot deel van de selectie van Sittardia naar Lions 2 is Nüsser ook mee gegaan. In 2021 vervangt Martin Vlijm Nüsser bij Lions 2 wat onder de naam van V&L-Sittardia Combinatie ging spelen. Nüsser ging verder bij de dames van BFC. Samen met Nick Onink (als assistenttrainer) twee jaar het technisch duo bij de dames van BFC. Na de zomer van 2023 vertrok Nüsser bij de dames van BFC en ging naar de dames van V&L. Nüsser stapte na enkele maanden al op als hoofdcoach van V&L.
Vanaf het seizoen 2024/2025 is hij actief als hoofdtrainer van het Belgische HC Eynatten-Raeren.
Tevens kwam Nüsser uit voor het nationaal team. Hij debuteerde in 1990 in Polen tegen Zweden. In totaal speelde Nüsser 155 interlands.

## Privé
Harold Nüsser is vader van Larissa Nüsser. Zijn vader, Jo Nüsser, was een internationaal handbalscheidsrechter.